# 地獄 (1999年の映画)
『地獄』（じごく）は、1999年に石井輝男監督・製作・脚本、佐藤美樹主演で制作された日本映画。

## 概要
実在の凶悪犯罪者たちをモデルにした登場人物が地獄で責めを受ける様子を、少女の視点から描いたホラー映画である。
クランクインに支障を来すほど、撮影前にスタッフが降板を重ねたという。
石井の監督作品『ポルノ時代劇 忘八武士道』の明日死能役で主演を務めた丹波哲郎が同役にて出演している。

## スタッフ
- 監督・脚本・製作者：石井輝男
- 製作総指揮：小林悟
- 製作担当：徳山嘉拓
- 助監督：村松健太郎
- 撮影：柳田友貴
- 音楽：竹村次郎
- 美術監督：原口智生
- 美術：港博之
- 録音：谷口シマ
- 照明：野口素胖
- 編集：井上和夫
- 演技事務：大塚仁博
- 録音スタジオ：福島音響
- 特殊メイク：宗理起也
- キャラクター造形：伊藤成昭、山岡英則
- 特殊造形：栄福哲史、山田陽
- 現像：東映化学
- 宣伝：オーピー映画

## キャスト
役名のリンク部分は、ベースになった実在事件である。
- リカ：佐藤美樹
- 閻魔大王（老婆）：前田通子
- 魔子：斉藤のぞみ
- 海王：平松豊
- 翁鬼：鳴門洋二
- 嫗鬼：大地輪子
- 赤鬼：高崎隆二
- 青鬼：薩摩剣八郎
- 宮島ツトム：平山久能
- 夢子：小野裕美
- 教祖・瘡原：和田洋一 宇宙真理教という宗教の指導者。
- 村西：戌亥照雄
- 相谷巧謂：田崎敏路
- 田沢宮子：里見瑶子
- 石川寿子：新恵みどり
- 元子：守屋端香
- 明子：藤田むつみ
- 伊上：辻岡正人
- 折沢：吉家明仁
- 須田：北村有起哉
- 館弁護士：幸野賀一
- 里美：吉田チホ
- 江戸川草子：西谷有可
- 成田清一：浅見比呂志
- 水野とみ子：三輪禮子
- 検察官：若杉英二、掛札昌裕
- 裁判長：桂千穂
- 満寿子：川上さゆり
- 明日死能：丹波哲郎